# Hans Gekeler
Hans Gekeler (* 7. Januar 1930 in Ulm; † 4. Mai 2010) war ein deutscher Maler, Grafikdesigner, Farbtheoretiker und Hochschullehrer.

## Leben
Nach seinem Abitur absolvierte Hans Gekeler eine Lehre zum Schriftsetzer. Danach studierte er Malerei und Grafik-Design an der Staatlichen Akademie der Bildenden Künste in Stuttgart. Er wandte sich in den 1950er Jahren der Konkreten Malerei zu.
Schon während seines Studiums unterrichtete er an der Grafischen Fachschule in Stuttgart, an der er 1954 Dozent wurde. Parallel dazu war er freiberuflicher Grafik-Designer und Maler.
Von 1967 bis 1968 leitete er mit Anton Stankowski und Günther Wirth die Galerie im Hause Behr in Stuttgart. Von 1969 bis 1973 war er Galerieleiter für „Interior“ im Hause Behr + Döhler in Frankfurt am Main. Die Lehrtätigkeit an der Fachhochschule für Gestaltung in Darmstadt, die damals noch Werkkunstschule Darmstadt hieß, nahm er 1967 auf. Er unterrichtete Grafik-Design und Farbenlehre und wurde 1973 zum Professor ernannt. Von 1979 bis 1985 war er Dekan des Fachbereichs Gestaltung und wurde 1992 emeritiert. In all diesen Jahren war er mehrmals als Gastprofessor an Universitäten in den USA tätig.
Gekelers Hauptaugenmerk galt dem Thema Farbe, zu dem er mehrere Fachbücher verfasste. Das bekannteste Werk ist das erstmals 1988 erschienene und mehrfach neu aufgelegte Handbuch der Farbe In diesem Werk hat er seine Beobachtungen, Erkenntnisse und Thesen systematisch zusammengefasst. Er war Verfasser des leichtverständlichen DuMonts Handbuch der Farbe und half Begriffe wie Warme Farbe oder Kalte Farbe zu etablieren. Seine Werke waren von 1962 bis 2010 in zahlreichen Ausstellungen im In- und Ausland zu sehen.
Nach seiner Emeritierung lebte Hans Gekeler abwechselnd auf Ibiza und in der Nähe von Darmstadt. Sein Nachlass umfasst zahlreiche Ölgemälde, Aquarelle, Grafiken und einige Plastiken. Gekelers Grabstätte befindet sich auf dem Waldfriedhof in Seeheim.

## Ausstellungen (Auswahl)
- Konkrete Malerei, 2. Juni bis 29. Juni 1962, Künstlergilde Ulm
- Konkrete Malerei, 1965, Carl-Duisberg-Gesellschaft, Stuttgart
- Rasterbilder, 6. Mai bis 30. Mai 1964, Galerie am Berg, Stuttgart
- Rasterbilder, 15. Januar – 24. Januar 1968, Studentische Verbindung Auerbach, Darmstadt
- Programmierte Bilder, 4. Mai – 15. Juni 1974, Galerie Funktion, Darmstadt
- Programmierte Bilder, 26. Januar bis 22. Februar 1975, Kunstkreis Leinfelden/Stuttgart
- Farb-Ereignisse, 7. Mai – 19. Juni 1983, Schloss-Heiligenberg, Seeheim-Jugenheim
- Arbeiten von Hans Gekeler, 7. Mai – 19. Juni 1983, Galerie Sonne, Seeheim-Jugenheim
- Kalifornische Impressionen, 8. April – 21. April 1985, Galerie Sonne, Seeheim-Jugenheim
- Systematik + Ästhetik der Farbe, 16. März – 5. April 1989, Institut Intef, Darmstadt
- Hans Gekeler, 9. Januar – 25. Februar 1990, Galerie Blauer Ofen, Seeheim-Jugenheim
- Hans Gekeler Druckgraphik, 25. Februar – 6. März 1994, Galerie Altes Rathaus, Seeheim-Jugenheim
- Konkrete Malerei, 14. September – 13. Oktober 1996, Schloss-Heiligenberg, Seeheim-Jugenheim
- Cuadros a Cuadros, 10. Mai – 2. Juni 1997, Galeria del Arte Libro Azul, Ibiza/Spanien
- 40 Jahre konkrete Malerei, 14. Mai – 2. Juni 2000, Kunst + Auktionshaus Poorhosaini, Seeheim-Jugenheim
- Arte, Escultra y Color, 04.2002, Facultad de Arquitectura y Arte, Universidad de los Antes, Merida/Venezuela
- Ansichtssachen, 9. bis 16. September 2005, Altes Rathaus, Seeheim-Jugenheim
- Hans Gekeler. Colour Affairs, 8. Mai bis 5. Juni 2016, Design-Haus Darmstadt, Villa Ostermann, Darmstadt

## Schriften
- Probleme konkreter Malerei. In: affiche. Faltblatt. 19, 1962, Klaus Burkhardt.
- Das grafische Konzept. Stadt Darmstadt. Presse- und Informationsamt der Stadt Darmstadt, 1980, DNB 800841492.
- Was kann ein Grafik-Designer für eine Bibliothek tun? Erfahrungen bei der Entwicklung des visuellen Erscheinungsbildes für die Hessische Landes- und Hochschulbibliothek Darmstadt. In: Öffentlichkeitsarbeit wissenschaftlicher Bibliotheken. (= dbi-materialien. 15). Deutsches Bibliotheksinstitut, Berlin 1982, ISBN 3-87068-815-7, S. 97–115.
- Farbreihen für Entwurf und Druck. Mappe 1., Farbmischungen 1:1 : 12 Taf.= 132 Mischungen  Muster-Schmidt, Göttingen/Zürich 1987, ISBN 3-7881-4046-1.
- Taschenbuch der Farbe. (= DuMont-Taschenbücher. Band 270). DuMont, Köln 1991, ISBN 3-7701-2840-0.
- Handbuch der Farbe. Systematik, Ästhetik, Praxis. Köln, DuMont 2010, ISBN 978-3-8321-7289-3.